# 武登
武登（？—1594年），是越南后黎朝时期起事领袖，先明县武陵社人。1594年，集众聚党，占据超类县，年号罗平，六月，后黎朝的实际执政者郑松派兵擒获武登，将他斬杀。